# ظهور الحق
ظهور الحق (بالبنغالية: জহূरুল হক؛ 11 أكتوبر 1926 - 18 يناير 2017) كان عالمًا وطبيبًا إسلاميًا بنغاليًا معروفًا بترجماته للالقرآن إلى اللغات البنغالية والآسامية والإنجليزية. وانتقل بعد ذلك إلى مسقط (عمان) في عُمان.

## المهنة
أصدر ترجمة بنغالية للقرآن عام 1986، بعد أن عمل عليها لمدة 12 عامًا. لقد بدأ العمل على الترجمة الآسامية قبل اكتمال الترجمة البنغالية. نشر ظهور الحق الترجمة الآسامية للقرآن في ثلاثة مجلدات. بدأ العمل على الترجمة الإنجليزية عام 1993. ونشر كتابًا يضم أكثر من 1250 صفحة بعنوان ترجمة وتفسير للقرآن الكريم في 1 أبريل 2000. وكان ذلك جزءًا من مشروع نشر القرآن الكريم. الترجمة الآسامية، التي نشرتها مكتبة بينا، جواهاتي، آسام، هي الآن في طبعتها السادسة. وقد نُشرت طبعة جديدة من ترجمته البنغالية للقرآن في يونيو 2014.

## الوفاة
توفي في مسقط، عُمان في 18 يناير 2017، ودُفن في المقبرة العامة المركزية في العامرات

## روابط خارجية
- A short biography
- Al-Quran project includes Zohurul Hoque's Bengali القرآن translation.
- Bengali translation of Quran by Dr. Zohurul Hoque (online)
- Bengali and Assamese translations of Quran by Dr. Zohurul Hoque (pdf)

.